# Belén de los Andaquies

Localização da cidade de Belén de Andaquies no departamento de Caquetá.

Belén de Andaquies é um município da Colômbia localizada no departamento de Caquetá.